# Næsespray
En næsespray er et apparat som bruges til indsprøjte et lægemiddel i næsehulen. En næsespray kan anvendes til at behandle lokale tilstande som tilstoppet næse eller bihulebetændelse, eller til systemisk behandling som et alternativ til injektioner eller piller. Nogle stoffer kan optages hurtigt og direkte gennem næsen.
Næsespray mod tilstoppet næse er som andre medicinske midler vanedannende, og man kan derfor udvikle immunitet overfor sprayet, hvis forbruget er ukontrolleret. Derfor anbefales det at tage næsespray maksimum 12 dage i træk.[kilde mangler]